# Tercero Arriba
Tercero Arriba é um departamento da Argentina, localizado na província de Córdova. Possuía, em 2019, 120.764 habitantes.